# Mount Union (Pennsylvania)
Mount Union è un comune (borough) degli Stati Uniti d'America, situato nello stato della Pennsylvania, nella contea di Huntingdon.